# Monica Zetterlund
Monica Zetterlund, nombre artístico de Monica Nilsson, (Hagfors, Värmland, 20 de septiembre de 1937 - Estocolmo, 12 de mayo de 2005) fue una cantante y actriz sueca.

## Biografía
Monica Zetterlund era hija del pintor y acordeonista Bengt "Sik-Bengt" Nilsson (1911—1995) y de Margaret "Greta" Norén (1917—1995).
De niña sufrió un accidente al caer de un columpio, cuando jugaba en su casa de Hagfors. Años más tarde se descubrió que el accidente había provocado una escoliosis. Para correguir la desviación de la columna llevó aparatos, aunque para entonces el daño era irreparable, por lo que durante su vida sufrió severos dolores de espalda y desde los años 1990 la incapacitó, forzando su retiro de los escenarios en 1999. Acabó su vida en una silla de ruedas.
Tras acabar la escuela secundaria Zetterlund trabajó como asistente de oficina en la fábrica de acero de Hagfors y luego como telefonista en Televerket.
Monica Zetterlund se casó tres veces: con Torbjorn Zetterlund entre 1955-1958, con quien tuvo a su hija Eva-Lena y del que tomó el apellido, con el bajista Göran Pettersson entre 1964-1966, y con el también bajista Sture Åkerberg entre 1974-1983. Entre 1967-1971 vivió con el pianista Steve Kuhn. Desde mediados de 1980, vivió con Magnus Roger. Entre 1963-1972 vivió en una gran villa en Lidingö. A partir de ahí se trasladó con Åkerberg a una granja al sur de Nykvarn, donde vivió durante algunos años. 
Zetterlund murió en un incendio en su apartamento de la avenida Birger Jarlsgatan de Estocolmo, el 12 de mayo de 2005. Su cadáver necesitó ser reconocido por las pruebas de ADN. Sus restos fueron llevados el 13 de octubre de 2005 al cementerio de Hagfors junto a los de sus padres.

## Carrera como cantante
Comenzó aprendiendo las canciones clásicas del jazz de la radio y de los discos, sin saber inglés y sin entender lo que estas decían. Se entusiasmó por la melodía, el ritmo y el sentimiento. Entre sus éxitos se encuentran "Sakta vi gå genom stan" ("Lentamente caminamos por la ciudad") de 1962 que era una versión en sueco de la canción de 1931 "Walking My Baby Back Home"; y que fue un tributo a la ciudad de Estocolmo, "Visa från Utanmyra", "Sista jäntan", "Trubbel", "Gröna små äpplen" ("Little Green Apples"), "Monicas vals" ("Waltz for Debby"), "Stick iväg, Jack!" ("Hit the Road Jack"), "Att angöra en brygga", "Var blev ni av", "Måne över Stureplan" (versión de la canción de Sting "Moon Over Bourbon Street") y "Under vinrankan!", entre muchas otras. También interpretó las obras de muchos compositores y letristas suecos como Evert Taube, Olle Adolphson y Povel Ramel, y a lo largo de su vida interpretó las canciones de los compositores de jazz americanos. Trabajó con algunos de los más grandes e internacionales músicos de jazz como Louis Armstrong, Bill Evans, Stan Getz, Steve Kuhn y Quincy Jones, y con artistas de jazz escandinavos como Georg Riedel, Egil Johansen, Arne Domnérus, Svend Asmussen y Jan Johansson.
En 1964 grabó el álbum de jazz Waltz for Debby con Bill Evans, que recibió el aplauso de la crítica y que ella definió como "el mejor que hice" y del que se sentía orgullosa. Su larga carrera incluye la canción "En gång i Stockholm" ("Una vez en Estolmo"); una balada jazz con la que representó a Suecia en el Festival de la Canción de Eurovisión 1963. Acabó con cero puntos y en última posición, aun así el tema fue popular en Suecia. 
Hizo su última gira en 1997, dando uno de sus últimos conciertos en el Festival de Hultsfred, aunque es un festival para bandas de pop y rock, ella entusiasmó al público joven de dicho festival.

## Carrera como actriz
Su colaboración con el dúo cómico Hasseåtage (en las décadas de 1960 y 1970) le ofreció la oportunidad de trabajar en teatro, revistas y cine. Algunas de sus películas más memorables son Att angöra en brygga, Äppelkriget y Utvandrarna (Los emigrantes) dirigida por Jan Troell con las actuaciones de Liv Ullmann y Max von Sydow, por la que Zetterlund recibió un premio Guldbagge a la Mejor actriz de reparto. Apareció en más de 20 películas y series de televisión.

## Discografía

### Álbumes
- Swedish Sensation (1958)
- Ahh! Monica (1962)
- Make Mine Swedish style (1964)
- Waltz for Debby (1964) (con Bill Evans)
- Ohh! Monica (1965)
- Monica Zetterlund (1967)
- Monica – Monica (1971)
- Chicken Feathers (1972) (con Steve Kuhn)
- Den sista jäntan (1973)
- Hej, man! (1975)
- It Only Happens Every Time (1977)  (con la Thad Jones / Mel Lewis Orchestra)
- Monica Zetterlund - Ur Svenska Ords Arkiv (1982)
- Holiday for Monica (1983)
- Monica Zetterlund sjunger Olle Adolphson (1983)
- For Lester And Billie (1983) (homenaje a Lester Young y Billie Holiday)
- Monica Z (1989)
- Varsamt (1991)
- Nu är det skönt att leva (1992)
- Topaz (1993)
- Ett lingonris som satts i cocktailglas (1995) (recopilatorio de 6 CD)
- The Lost Tapes @ Bell Sound Studios NYC (1960/1996)
- Det finns dagar (1997)
- I'll Remembered (2000) (homenaje a Bill Evans)
- Z - Det bästa med Monica Zetterlund (2005) (recopilatorio)

## Filmografía
- Svenska bilder, 1964.
- Att angöra en brygga, 1965.
- Nattlek, 1966, en español Juegos de noche.
- Äppelkriget, 1971.
- Utvandrarna, 1971, en español Los emigrantes.
- Nybyggarna, 1972, en español La nueva tierra.
- Fimpen, 1974.
- Rännstensungar, 1974.
- Sverige åt svenskarna, 1980.
- ''Barnen från Blåsjöfjället, 1980.